# Aralia montana
Aralia montana är en araliaväxtart som beskrevs av Carl Ludwig Blume. Aralia montana ingår i släktet Aralia och familjen Araliaceae. Inga underarter finns listade.